# Руководство Белорусской ССР
Высшее руководство в Белорусской ССР с момента её провозглашения и вплоть до Августовского путча 1991 года осуществляла Коммунистическая партия Белоруссии в составе КПСС. Высшим органом Компартии Белоруссии был Центральный Комитет (ЦК), и Первый секретарь ЦК КП Белоруссии был фактическим руководителем республики в 1920—1991 годах.
Высшим законодательным органом Белорусской ССР в 1921—1938 годах был Всебелорусский съезд Советов, а в 1938—1991 годах — однопалатный Верховный Совет, депутаты которого (кроме выборов 1990 года), после обязательного одобрения руководством Компартии Белоруссии, избирались на безальтернативной основе на 4 года (с 1979 года — на 5 лет). Верховный Совет до 1990 года не был постоянно действующим органом, его депутаты собирались на сессии продолжительностью в несколько дней 2-3 раза в год. Для ведения повседневной административной работы Верховный Совет избирал постоянно действующий Президиум, номинально выполнявший функции коллективного главы республики.
28 июля 1990 года из Конституции Белорусской ССР было исключено положение о руководящей роли КПБ.
После Августовского путча 25 августа 1991 года деятельность Компартии Белоруссии была приостановлена и реальное руководство перешло к Верховному Совету и его Председателю. 19 сентября 1991 года Белорусская ССР была переименована в Республику Беларусь, а в декабре 1991, с подписанием беловежского соглашения о роспуске СССР, стала независимым государством.
Высшее руководство 
| Портрет | Имя                                       | Дата рождения    | Дата смерти     | Начало правления | Окончание правления                                         | Должность                                                  |
| ------- | ----------------------------------------- | ---------------- | --------------- | ---------------- | ----------------------------------------------------------- | ---------------------------------------------------------- |
|         | Ефим Борисович Генкин                     | 10 декабря 1896  | 10 февраля 1938 | 11 ноября 1920   | 25 ноября 1920                                              | Ответственный секретарь ЦК КП(б)Б                          |
|         | Вильгельм Георгиевич Кнорин               | 17 августа 1890  | 29 июля 1938    | 25 ноября 1920   | май 1922                                                    | Ответственный секретарь ЦК КП(б)Б                          |
|         | Вацлав Антонович Богуцкий                 | 1884             | 19 декабря 1937 | май 1922         | февраль 1924                                                | Ответственный секретарь ЦК КП(б)Б                          |
|         | Александр Николаевич Асаткин-Владимирский | 3 октября 1885   | 2 сентября 1937 | 4 февраля 1924   | 14 мая 1924                                                 | Ответственный секретарь ЦК КП(б)Б                          |
|         | Александр Иванович Криницкий              | 28 августа 1894  | 30 октября 1937 | сентябрь 1924    | 7 мая 1927                                                  | Первый секретарь ЦК КП(б)Б                                 |
|         | Вильгельм Георгиевич Кнорин               | 17 августа 1890  | 29 июля 1938    | 7 мая 1927       | 4 декабря 1928                                              | Первый секретарь ЦК КП(б)Б                                 |
|         | Ян Борисович Гамарник                     | 2 июня 1894      | 31 мая 1937     | 4 декабря 1928   | 8 января 1930                                               | Первый секретарь ЦК КП(б)Б                                 |
|         | Константин Вениаминович Гей               | 1896             | 25 февраля 1939 | 8 января 1930    | 18 января 1932                                              | Первый секретарь ЦК КП(б)Б                                 |
|         | Николай Фёдорович Гикало                  | 8 марта 1897     | 25 апреля 1938  | 18 января 1932   | 18 марта 1937                                               | Первый секретарь ЦК КП(б)Б                                 |
|         | Василий Фомич Шарангович                  | 20 февраля 1897  | 15 марта 1938   | 18 марта 1937    | 29 июля 1937                                                | Первый секретарь ЦК КП(б)Б                                 |
|         | Яков Аркадьевич Яковлев (и. о.)           | 9 июня 1896      | 29 июля 1938    | 29 июля 1937     | 8 августа 1937                                              | Первый секретарь ЦК КП(б)Б                                 |
|         | Алексей Алексеевич Волков (и. о.)         | 7 января 1890    | 4 марта 1942    | 11 августа 1937  | 18 июня 1938                                                | Первый секретарь ЦК КП(б)Б                                 |
|         | Пантелеймон Кондратьевич Пономаренко      | 9 августа 1902   | 18 января 1984  | 18 июня 1938     | 7 марта 1947                                                | Первый секретарь ЦК КП(б)Б                                 |
|         | Николай Иванович Гусаров                  | 3 августа 1905   | 17 марта 1985   | 7 марта 1947     | 5 июля 1950                                                 | Первый секретарь ЦК КП(б)Б                                 |
|         | Николай Семёнович Патоличев               | 10 сентября 1908 | 1 декабря 1989  | 5 июля 1950      | 28 июля 1956                                                | Первый секретарь ЦК КП(б)Б; Первый секретарь ЦК КПБ с 1952 |
|         | Кирилл Трофимович Мазуров                 | 7 апреля 1914    | 19 декабря 1989 | 28 июля 1956     | 30 марта 1965                                               | Первый секретарь ЦК КПБ                                    |
|         | Пётр Миронович Машеров                    | 13 февраля 1918  | 4 октября 1980  | 30 марта 1965    | 4 октября 1980                                              | Первый секретарь ЦК КПБ                                    |
|         | Тихон Яковлевич Киселёв                   | 30 июля 1917     | 11 января 1983  | 21 октября 1980  | 11 января 1983                                              | Первый секретарь ЦК КПБ                                    |
|         | Николай Никитович Слюньков                | 26 апреля 1929   | 9 августа 2022  | 11 января 1983   | 6 февраля 1987                                              | Первый секретарь ЦК КПБ                                    |
|         | Ефрем Евсеевич Соколов                    | 25 апреля 1926   | 5 апреля 2022   | 6 февраля 1987   | 28 июля 1990                                                | Первый секретарь ЦК КПБ                                    |
|         | Николай Иванович Дементей                 | 25 мая 1930      | 10 июля 2018    | 18 мая 1990      | 25 августа 1991                                             | Председатель Верховного Совета                             |
|         | Станислав Станиславович Шушкевич          | 15 декабря 1934  | 4 мая 2022      | 25 августа 1991  | 26 декабря 1991; до 26 января 1994 в независимой Белоруссии | Председатель Верховного Совета                             |

## Председатели Президиума Верховного Совета Белорусской ССР
- Наталевич, Никифор Яковлевич (27 июля 1938 — 17 марта 1948)
- Козлов, Василий Иванович (17 марта 1948 — 2 декабря 1967)
- Сурганов, Фёдор Анисимович (и. о.) (2 декабря 1967 — 22 января 1968)
- Клочкова, Валентина Алексеевна (и. о.) (2 декабря 1967 — 22 января 1968)
- Притыцкий, Сергей Осипович (22 января 1968 — 13 июня 1971)
- Сурганов, Фёдор Анисимович (и. о.) (13 июня 1971 — 16 июля 1971)
- Климов, Иван Фролович (и. о.) (13 июня 1971 — 16 июля 1971)
- Клочкова, Валентина Алексеевна (и. о.) (13 июня 1971 — 16 июля 1971)
- Сурганов, Фёдор Анисимович (16 июля 1971 — 26 декабря 1976)
- Лобанок, Владимир Елисеевич (и. о.) (27 декабря 1976 — 28 февраля 1977)
- Бычковская, Зинаида Михайловна (и. о.) (27 декабря 1976 — 28 февраля 1977)
- Поляков, Иван Евтеевич (28 февраля 1977 — 29 ноября 1985)
- Таразевич, Георгий Станиславович (29 ноября 1985 — 28 июля 1989)
- Дементей, Николай Иванович (28 июля 1989 — 15 мая 1990)

## Председатели Верховного Совета Белорусской ССР 1990—1991 гг
В мае 1990 должность Председателя Президиума Верховного Совета была упразднена, а его функции переданы Председателю Верховного совета БССР. Таким образом, при сходном названии, должность Председателя Верховного совета Белорусской ССР в 1990—1991 годах по содержанию весьма отличалась от одноимённой должности до 1990 года.
- Дементей, Николай Иванович (18 мая 1990 — 25 августа 1991)
- Шушкевич, Станислав Станиславович (25 августа 1991 — 19 сентября 1991)
(до 26 января 1994 как Председатель Верховного совета Республики Беларусь)

## Председатели Совета министров Белорусской ССР
(до 15 марта 1946 года — Председатели Совнаркома Белорусской ССР)
- Александр Григорьевич Червяков (1921 — 17 марта 1924)
- Иосиф Александрович Адамович (17 марта 1924 — 7 мая 1927)
- Николай Матвеевич Голодед (7 мая 1927 — 30 мая 1937)
- Данила Иванович Волкович (30 мая 1937 — 8 сентября 1937)
- Афанасий Фёдорович Ковалёв (10 сентября 1937 — 23 июля 1938)
- Кузьма Венедиктович Киселёв (28 июля 1938 — 28 июня 1940)
- Иван Семёнович Былинский (28 июня 1940 — 7 февраля 1944)
- Пантелеймон Кондратьевич Пономаренко (7 февраля 1944 — 15 марта 1948)
- Алексей Ефимович Клещёв (15 марта 1948 — 25 июня 1953)
- Кирилл Трофимович Мазуров (25 июня 1953 — 28 июля 1956)
- Николай Ефремович Авхимович (28 июля 1956 — 9 апреля 1959)
- Тихон Яковлевич Киселёв (9 апреля 1959 — 11 декабря 1978)
- Александр Никифорович Аксенов (11 декабря 1978 — 8 июля 1983)
- Владимир Игнатьевич Бровиков (8 июля 1983 — 10 января 1986)
- Михаил Васильевич Ковалёв (10 января 1986 — 7 апреля 1990)
- Вячеслав Францевич Кебич (7 апреля 1990 — 19 сентября 1991)
(до 21.07.1994 как Председатель Совета министров Республики Беларусь)